# Anton von Reisner
Anton Freiherr von Reisner, avstrijski feldmaršal, * 14. oktober 1749, † 22. oktober 1822.
Med bitko na Piavi leta 1809 je bil ranjen in zajet.